# Victorio Ocaño
Víctor Orlando Ocaño, meglio noto come Victorio (Córdoba, 9 giugno 1954), è un ex calciatore argentino, di ruolo difensore.